# Шахпахти
Шахпахти — газоконденсатне родовище Узбекистану, розташоване в південно-східній частині плато Устюрт на території Кунградського району. Відкрите у 1962 році. Взяте у розробку 1971 року. 1974 року на Шахпахти було розпочато промислове вилучення природного газу з річним відбором 2,5 млрд м³.
Газоносність пов'язана з відкладеннями юрського та тріасового віку.
Початкові запаси газу на родовищі становили 39,9 млрд м³. Нині запаси природного газу на родовищі складають близько 8 млрд м³.
Оператором розробки є російський консорціум Зарубіжнафтогаз-ГПД Центральна Азія (СП Зарубіжнафтогаз та Газпром). У 2004 році було підписано угоду про розподіл продукції з дорозробки родовища Шахпахти. Видобуток природного газу склав 2006 0,5 млрд м³.
Газ поставляється на компресорну Каракалпакську станцію, потім по газопроводу Середня Азія — Центр споживачеві.